# إسحاق ميلز
إسحاق ميلز (5 أبريل 1869 في المملكة المتحدة - 16 أغسطس 1956 في نيوزيلندا) (بالإنجليزية: Isaac Mills)‏ هو لاعب كريكت نيوزلندي.

## وصلات خارجية
- إسحاق ميلز على موقع إي آس بي آن كريك إنفو (الإنجليزية)